# 社員旅行で泥酔エッチ!〜温泉のナカで熱いの入ってるぅ…
『社員旅行で泥酔エッチ!～温泉のナカで熱いの入ってるぅ…』（しゃいんりょこうででいすいえっちおんせんのナカであついのはいっているう）は、モティカによる漫画作品。

## 概要
2018年12月時点で累計ダウンロード100万を超えた記録を持つ。
韓国の電子書籍サイトで総合1位をとった。
緑里が赤坂に何らかで胸を押し付けるシチュエーションも売りとなっている。

## あらすじ
社員旅行で温泉にきた男の上司と女の部下がハプニングから一緒に入浴してしまう。しかも、更なるハプニングにより流れからエッチをしてしまい、それ以降も二人はセックスをするようになる。

## 登場人物
赤坂 権司 （あかさか けんじ）
課長。周囲には隠しているが巨乳が大好きで緑里のことも意識している。社員旅行の温泉で偶然、緑里と入浴したことがきっかけでエッチをする仲になる。会社でも隙あらばセックスする、かなりの変態で何かと緑里の胸を辱めたがる。コーヒーを常飲している。当初は緑里をセフレのようにしか思っていなかったが真剣な交際を考えるようになる。母親は既に亡くなっている。
緑里 乃子（みどり のこ）
赤坂の部下。かなりの爆乳で赤坂からも意識されている（後に103センチであることが判明）。他にも彼女の肉体を狙っている者もいる。赤坂が言うにはドジで呑気で仕事も出来ない、ほかの人間からも天然と言われている。赤坂に様々なプレイをさせられ、バスの中でも周囲にばれないようにセックスをさせられ、イカされるなど、かなりの羞恥を味わされる。赤坂に主導権を握られることが多いが意趣返しで赤坂が困るようなプレイもすることがある。誕生日は9月10日。
安田（やすだ）
緑里の同僚。息子がいる。
桐田（きりた）
赤坂を嵌めようとした男。赤坂と同期であり自分を差し置いて出世した赤坂を疎んでいる。
赤坂 真 （あかさか まこと）
赤坂の父。息子同様、巨乳好きだが息子の恋人の緑里に手を出すことは考えない節操はある。親子仲は良いが息子を「君」と呼ぶなど他人行儀な所がある。
緑里 陸（みどり りく）
緑里の弟。彼女がいるが喧嘩中。
賀久田 陸（かくた きいろ）
広報課の女性社員。